# Razbore, Trebnje
Razbore este o localitate din comuna Trebnje, Slovenia, cu o populație de 47 de locuitori.